# Paul Cerfontaine
Marie Paul Antoine Cerfontaine (Teuven, 30 oktober 1864 – Maastricht, 3 november 1917) was een Belgisch hoogleraar biologie, embryologie en paleontologie aan de Universiteit van Luik.

## Levensloop

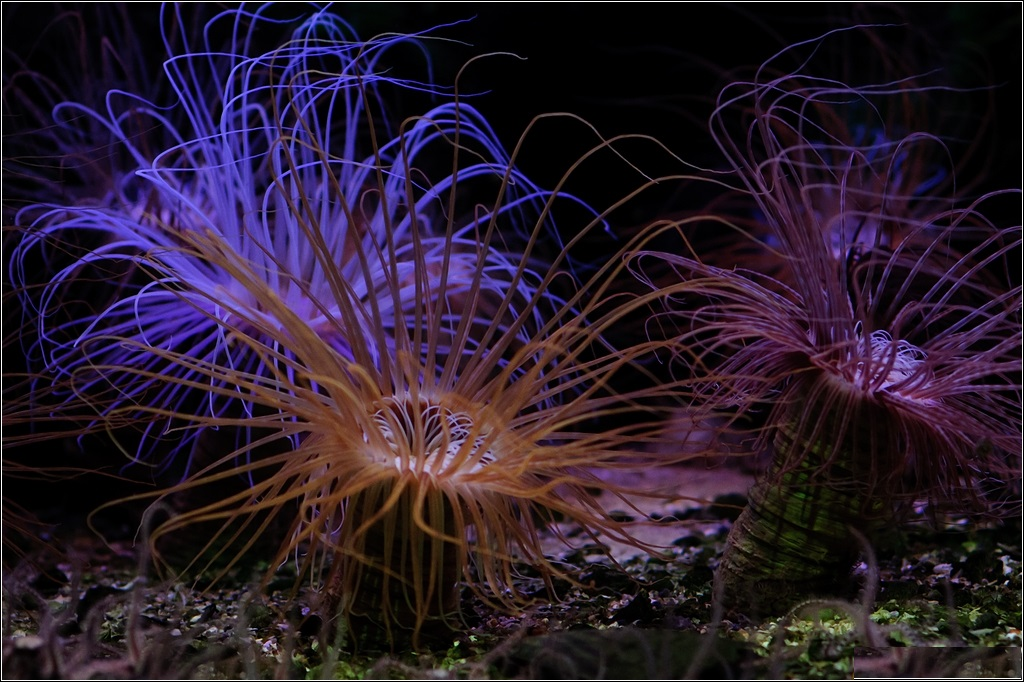
Anemonen (Ceriantharia) kregen alle aandacht in de systematiek van het dierenrijk volgens Cerfontaine.

Cerfontaine werd geboren in de Voerstreek, in Teuven (1864). Na zijn studies in de wetenschappen aan de universiteit van Luik, werkte hij als navorser op de afdeling zoölogie en embryologie. Hij was dertig jaar lang de naaste medewerker van professor Edouard Van Beneden. De eerste jaren van zijn onderzoek besteedde hij aan het zenuwstelsel bij larven. Een groot deel van zijn carrière ging naar de systematiek van de Coelomata. De plaats van de Ceriantharia en andere anemonen stond centraal in zijn systematiek. In 1893 onderzocht hij een epidemie van trichinose in Luik; dit gaf aanleiding tot andere onderzoeken in de parasitologie. Zijn laatste grote studie handelde over de systematische indeling van de groep der schedellozen of Amphioxus. Na het overlijden van de professoren Van Beneden en Julien de Fraipont verkreeg Cerfontaine de benoeming tot hoogleraar. Het lesgeven in alle vakken van zijn beide voorgangers betekende het einde van zijn laboratoriumwerk. Hij gaf les in biologie, embryologie en paleontologie. Dit laatste vak beheerste hij minder; het was het vak van Julien de Fraipont. Hij zette zich daarom aan het studeren in de paleontologie.
De meeste publicaties van Cerfontaine zijn terug te vinden in het tijdschrift Bulletins de la Classe des Sciences de l’Académie Royale, alsook in de Archives de Biologie.
In 1914 brak de Eerste Wereldoorlog uit en de Duitsers hadden zijn dorp Teuven aan de Nederlandse grens afgezet met prikkeldraad. Meer nog, Cerfontaine werd gevangen gehouden in Teuven. Dit was een vergelding voor de hulpverlening die Cerfontaine deed aan oorlogsslachtoffers in de streek. Toen hij zich wou laten opereren in Luik, weigerden de Duitse militairen dit eerst. Toen hij eindelijk naar Luik mocht, was zijn ziekte te ver gevorderd en was hij niet meer te opereren. Zwaarmoedig vluchtte hij naar collega’s biologen aan Nederlandse universiteiten. In Den Haag werd hij zwaar ziek en moest getransporteerd worden naar de Calvariënberg in Maastricht. Daar stierf hij in 1917.
- Gemeinsame Normdatei: 116480327
- Virtual International Authority File: 37668262
- WorldCat: E39PBJgcXbbWXCTJgktPMBvfv3